# ابر مولکولی

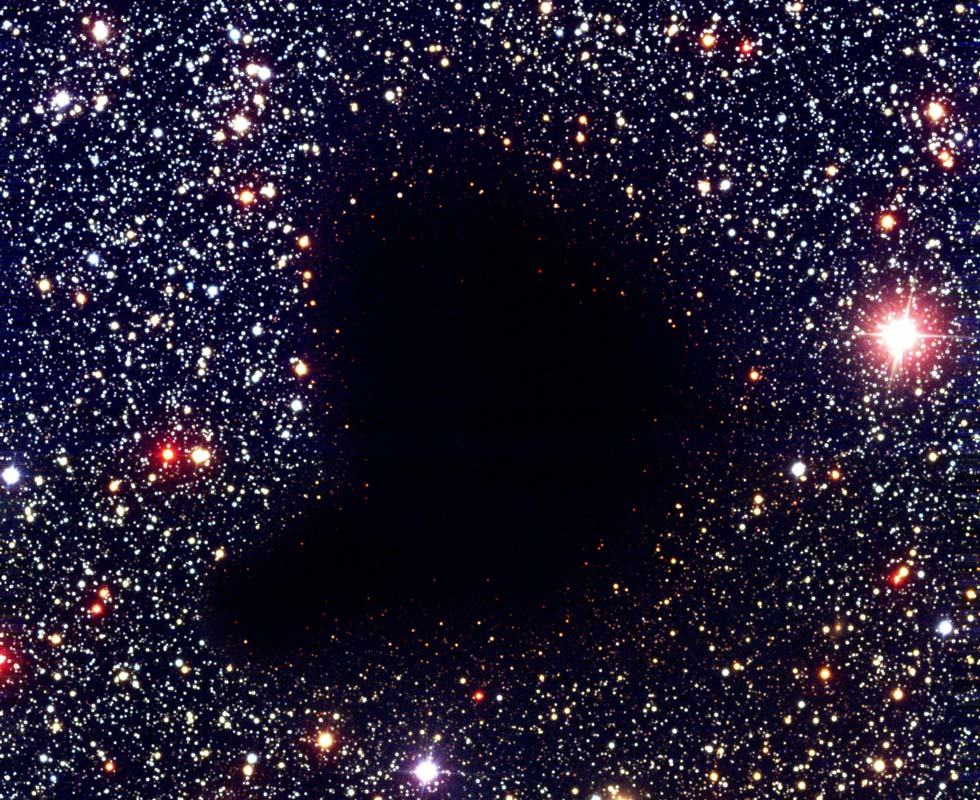
این تصویر که ترکیبی از تصاویر مرئی و نزدیک مادون قرمز است از ابر مولکولی تاریک Barnard 68 توسط تلسکوپ VLT ANTU 8.2-m و سیستم چند حالته FORS1 ساخته شده است. این سیستم در ماه مارس سال ۱۹۹۹ به وجود آمد. در این طول موج، به دلیل تأثیر ذرات گرد و غبار در فضای داخلی آن ابر مولکولی کاملاً مات است.

درحدود یک دهم جرم کهکشان راه شیری به‌صورت گازهای میان ستاره‌ای (ابر مولکولی) می‌باشد که نصف آن از هیدروژن اتمی و هلیوم، و بقیه نیز بیشتر از هیدروژن مولکولی و در حدود صد ماده مرکب دیگر می‌باشد. گازهای مولکولی به صورت توده ابرهای بزرگ سرد و نسبتا" چگال در فضا و بیشتر در بازوهای کهکشان‌های مارپیچی قرار دارند و جرم بعضی از آن‌ها حتی به یک میلیون برابر جرم خورشید هم می‌رسد. به توده‌هایی که جرم آن‌ها از ۱۰۰۰۰ برابر جرم خورشید بیشتر باشد ابر مولکولی غول پیکر گفته می‌شود. شکل‌گیری ستارگان جدید درون قسمت‌های چگال‌تر این ابرها رخ می‌دهد. فرایند شکل‌گیری ستارگان به سختی قابل دیده شدن است چون که توده‌های غبار جلوی نور ساطع شده از آن‌ها را می‌گیرد.

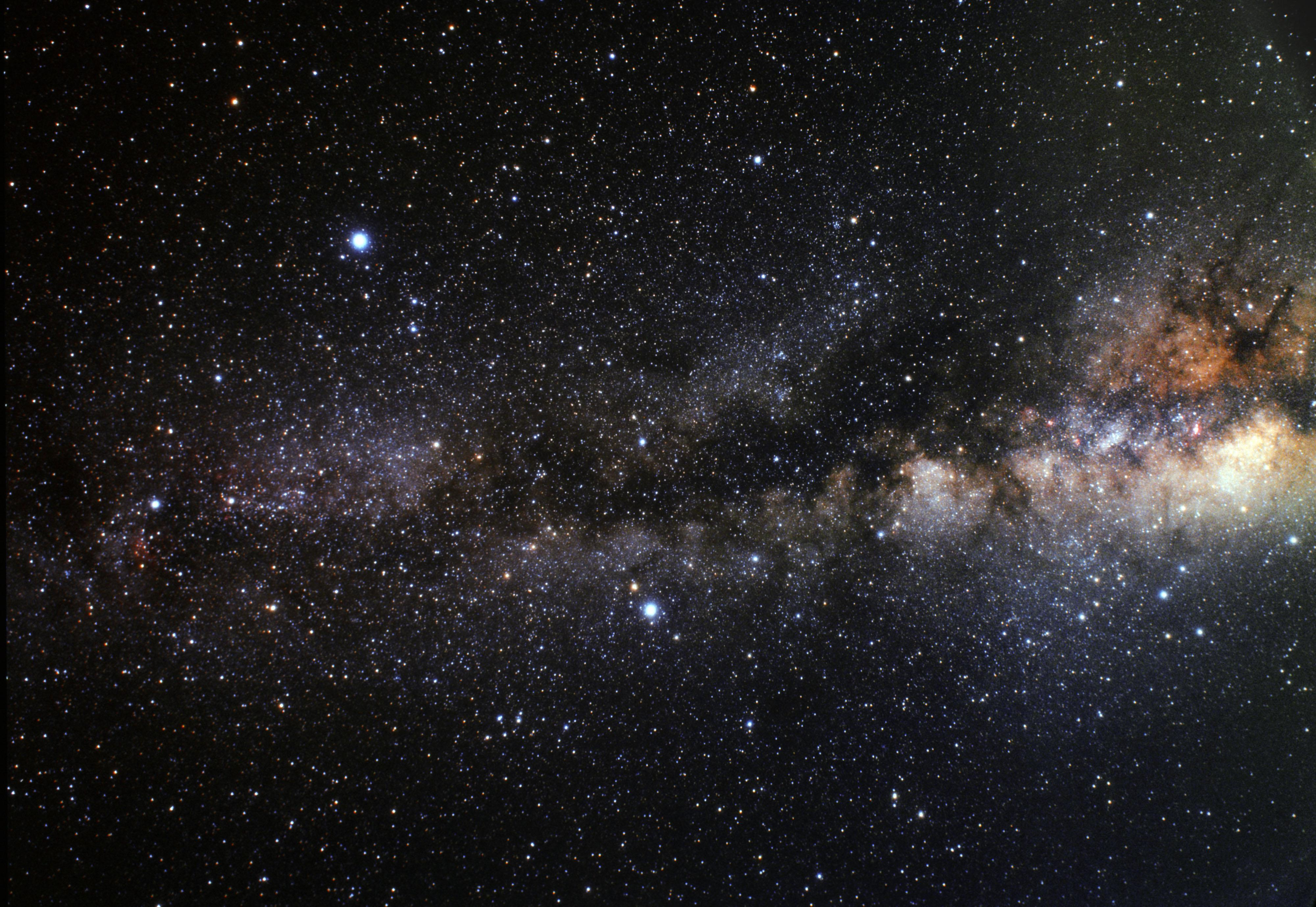
به طور مثال در ناحیهٔ صورت فلکی ماکیان در نوار کهکشان راه شیری، یکی از این ابرهای مولکولی با چشم غیرمسلح دیده می‌شود. در این قسمت،ابر مولکولی بزرگی نور ستاره‌های پشت خود را جذب می‌کند و از دید ما منطقه‌ای خالی از ستاره را به نمایش می‌گذارد که شکاف ماکیان یا شکاف بزرگ نام دارد.

دمای این ابرها می‌تواند حتی به ۱۰ درجه کلوین یا (۲۶۳- درجه سانتیگراد) برسد که بسیار سرد است وچگالی آن‌ها نیز به یک میلیاردیم ذره در مترمکعب یا یک ذره در یک میلیارد مترمکعب می‌رسد و با این چگالی کم همچنان چگالی آن در حدود یک میلیون برابر بیشتر از محیط بین ستاره‌ای می‌باشد.
اندازه این ابرها از حدود یک سال نوری تا چند صد سال نوری گسترش دارد. از آنجاییکه این ابرها بسیار سرد هستند دیدن آن‌ها بسیار دشوار است و بیشتر به دلیل داشتن ذرات غبار که نور مرئی را جذب می‌کنند در زمینه روشن مناطق پشتی قابل مشاهده می‌شوند.